# Pulau Semiun
Pulau Semiun är en ö i Indonesien.   Den ligger i provinsen Kepulauan Riau, i den nordvästra delen av landet, 1 200 km norr om huvudstaden Jakarta. Arean är 0,91 kvadratkilometer.
Terrängen på Pulau Semiun är lite kuperad. Öns högsta punkt är 128 meter över havet. Den sträcker sig 1,2 kilometer i nord-sydlig riktning, och 1,1 kilometer i öst-västlig riktning.